# Ardisia belingaensis
Ardisia belingaensis är en viveväxtart som beskrevs av A. Taton. Ardisia belingaensis ingår i släktet Ardisia och familjen viveväxter. Inga underarter finns listade i Catalogue of Life.